# Bloodlust (Band)
Bloodlust ist eine US-amerikanische Speed- und Thrash-Metal-Band aus Los Angeles, Kalifornien, die im Jahr 1983 gegründet wurde, sich 1988 auflöste und 2004 wieder zusammenfand.

## Geschichte
Die Band wurde im Jahr 1983 gegründet, nachdem Gitarrist Earl Mendenhall einer Band namens Warlock beigetreten waren, in der auch Schlagzeuger M.E. Cuestas, Sänger Guy Lord und Gitarrist Anthony Romero spielten. Kurze Zeit später kam dann Bassist Sandy K. und vervollständigte die Besetzung. Nachdem Steve Gaines, Bruder von Stryper-Bassist Tim Gaines, als neuer Sänger zur Band gekommen war, folgten Auftritte zusammen mit Bands wie Slayer, W.A.S.P., Bitch, Lizzy Borden, Abattoir, Savage Grace und Holy Terror. Daraufhin erreichte die Band einen Vertrag bei Metal Blade Records. Nachdem das Debütalbum Guilty as Sin aufgenommen worden war, verließ Sänger Gaines die Band, um der Band Abattoir beizutreten, sodass Guy Lord wieder zur Band zurückkehrte. Das bereits aufgenommene Album erschien Anfang 1985. Danach folgten Touren zusammen mit Megadeth, Flotsam and Jetsam, Sanctuary und Savatage. Aufgrund einiger Probleme trennte sich die Band von Sänger Lord, Gitarrist Romero, Schlagzeuger Cuestas und Metal Blade Records und dessen Management. Als neue Mitglieder kamen Gitarrist John Lisi, Schlagzeuger Craig Kasin und der wiederkehrende Sänger Gaines zur Band. Im Jahr 1988 erschien die EP Terminal Velocity über Wild Rags Records, worauf die Band neben Sänger Gaines aus den Gitarristen Earl Mendenhall und John Lisi, Bassist Sandy K. und Schlagzeuger Craig Kasin bestand. Der Veröffentlichung folgte eine Tour durch die USA, ehe sich die Band noch im selben Jahr auflöste. Im Sommer 2004 fand die Band wieder zusammen und bestand aus den Mitgliedern Mendenhall, Gaines, Cuestas, Sandy K. und Lisi.

## Stil
Die Band spielt schnell gespielten und aggressiven Speed- und Thrash-Metal. Besonders charakteristisch ist außerdem der raue Gesang sowie die für das Genre sehr melodischen Lieder.

## Diskografie
- 1985: Guilty as Sin (Album, Metal Blade Records)
- 1987: Anti-Life (Demo, Eigenveröffentlichung)
- 1988: Terminal Velocity (EP, Wild Rags Records)